# Lindemann
Lindemann — метал-проект, образованный 4 января 2015 года Тиллем Линдеманном и Петером Тэгтгреном. Назван по фамилии одного из участников. Объявленный музыкальный стиль группы относится к жанру индастриал-метала.

## История

### Начало иSkills in Pills(2013—2016)
Первая встреча Линдеманна и Тэгтгрена произошла в 2000 году в Швеции. Линдеманн был вместе с клавишником Rammstein — Кристианом Лоренцем. Петер предотвратил драку между членами группы Rammstein и байкерами. С того времени Тилль и Петер хотели начать совместный проект, но они не могли найти подходящее для этого время.
Когда коллектив Rammstein в 2013 году ушёл на перерыв, Тилль и Петер воспользовались этим. 4 января 2015 года, в 52 день рождения Тилля Линдеманна, в Facebook был анонсирован проект Lindemann. Это сопровождалось общим изображением, на котором Тилль и Петер были представлены как новобрачные.
Дебютный альбом Skills in Pills записывался один год в студии звукозаписи Петера. Первой песней, написанной для альбома, стала «Ladyboy». В работе над песней «That’s My Heart» принял участие Clemens Wijers, музыкант нидерландской симфоник-блэк-метал-группы Carach Angren.
28 мая вышли сингл и клип «Praise Abort». Песня дебютировала в немецком iTunes на 56 месте. Англоязычный альбом Skills in Pills вышел 23 июня 2015 года и занял первое место в немецком чарте. Тэгтгрен и Линдеманн считают возможным проведение концертов в поддержку альбома. На данный момент участники дуэта записывают новые альбомы своих основных групп.
9 ноября 2016 года в Гамбурге Тилль и Петер во время концерта Pain исполнили песню «Praise Abort».

### F & M(2018—2020)
В конце сентября 2018 года в России, Беларуси и Украине был анонсирован литературно-музыкальный тур Messer в поддержку выхода одноимённой книги стихотворений Тилля Линдеманна на русском языке. Все подробности мероприятия держались в строжайшем секрете. 1 декабря 2018 года в Киеве прошло первое выступление. Далее команда посетила Санкт-Петербург, Москву, Алма-Ату, Новосибирск, Иркутск и Самару. Концертное выступление сопровождали музыканты Pain.
16 августа 2019 года Петер Тэгтгрен сообщил, что новый немецкоязычный альбом проекта записан и уже сведён. 10 сентября 2019 группа на своих страничках в соц. сетях анонсировала дату выхода клипа на новый сингл «Steh Auf». Музыкальное видео вышло 13 сентября. Также в клипе снялся известный шведский актёр Петер Стормаре. Помимо выхода музыкального видео, группа анонсировала дату выхода нового альбома F & M — 22 ноября.
4 ноября группа объявила тур по Европе и России. Тур прошёл в феврале и марте 2020 года. Из-за вспышки коронавирусной инфекции концерт в Москве пришлось разделить на 2, а концерты в Казани, Перми и Воронеже были отменены вовсе.

### Завершение сотрудничества с Тэгтгреном
13 ноября 2020 года на официальном аккаунте проекта появилось заявление о том, что Тилль Линдеманн и Петер Тэгтгрен завершают свое сотрудничество в рамках проекта Lindemann. В будущем они будут следовать своим собственным задумкам. Тилль Линдеманн продолжит деятельность под именем Lindemann. Финальным совместным релизом музыкантов стал DVD Live In Moscow, снятый в 2020 году на их концерте в Москве и вышедший 21 мая 2021 года.

## Состав
- Тилль Линдеманн (нем. Till Lindemann) — вокал, тексты песен[4] (2015 — настоящее время)
- Петер Тэгтгрен (швед. Peter Tägtgren) — музыка, гитара, бас-гитара, ударные, клавишные (2015—2020)

Концертные музыканты:
- Себастиан Свалланд — гитара (2019—2020)
- Йонатан Олссон — бас-гитара
- Себастиан Тэгтгрен — барабаны
- Грегер Андерссон — гитара

## Дискография

### Студийные альбомы
| Альбом                                                              | Позиция в чартах | Позиция в чартах | Позиция в чартах | Позиция в чартах | Позиция в чартах | Позиция в чартах | Позиция в чартах | Позиция в чартах | Позиция в чартах | Позиция в чартах | Позиция в чартах | Позиция в чартах | Позиция в чартах |
| Альбом                                                              | GER              | AUS              | AUT              | BEL (FL)         | BEL (WA)         | FIN              | FRA              | NLD              | NOR              | SWE              | SWI              | UK               | US               |
| ------------------------------------------------------------------- | ---------------- | ---------------- | ---------------- | ---------------- | ---------------- | ---------------- | ---------------- | ---------------- | ---------------- | ---------------- | ---------------- | ---------------- | ---------------- |
| Skills in Pills - Дата выпуска: июнь 19, 2015 - Лейбл: Warner Bros. | 1                | 17               | 3                | 17               | 19               | 1                | 16               | 6                | 9                | 27               | 2                | 35               | 144              |
| F & M - Дата выпуска: ноябрь 22, 2019 - Лейбл: Vertigo Records      | 1                | —                | 3                | 9                | 25               | 5                | 38               | 18               | 20               | 23               | 3                | 85               | —                |

### Концертные альбомы
- 2021 — Live in Moscow

### Синглы
| Год  | Сингл               | Позиция в чартах | Позиция в чартах | Альбом          |
| Год  | Сингл               | GER              | BEL (FL)         | Альбом          |
| ---- | ------------------- | ---------------- | ---------------- | --------------- |
| 2015 | «Praise Abort»      | 42               | —                | Skills in Pills |
| 2015 | «Fish On»           | —                | —                | Skills in Pills |
| 2018 | «Mathematik»        | —                | —                | N/A             |
| 2019 | «Steh auf»          | 8                | 83               | F & M           |
| 2019 | «Ich weiß es nicht» | —                | —                | F & M           |
| 2019 | «Knebel»            | —                | —                | F & M           |
| 2019 | «Platz Eins»        | —                | —                | F & M           |

### Мини-альбомы
- 2015: Praise Abort (Remixes)

### Видеография
- 2015 — «Praise Abort»
- 2015 — «Fish On»
- 2018 — «Mathematik»
- 2019 — «Steh auf»
- 2019 — «Ich weiß es nicht»
- 2019 — «Knebel»
- 2019 — «Frau & Mann»
- 2019 — «Ach so gern»
- 2020 — «Platz Eins»

## Критика
- «Тилль и Петер сделали замечательный и беспощадный альбом, который порадует поклонников этого жанра во всём мире. Я также очень рад, что они выбрали Warner Music в качестве партнёра в выпуске этого альбома, который, я уверен, станет лучшим в 2015 году» — говорит генеральный директор Warner Music Group в Центральной Европе — Бернд Допп[38].
- Пер Хулкофф из Raubtier на Facebook: «Пекка Т и Тилль из Rammstein открывают их новую мощную группу! Те маленькие части, которые я слышал, взорвали мой мозг! Лайкайте эту страницу и держите свои глаза открытыми. Это будет отзываться эхом в вечности. Я хвалю тебя Петер, мой кровный брат!»[39]
- Стю Берген, президент Warner Music по международным делам добавляет: «Тилль Линдеманн и Петер Тэгтгрен — уникальные артисты, и мы счастливы, что именно нам выпала честь привести их Lindemann к международному успеху».

### Комментарии
1. ↑  F & M did not enter the ARIA Albums Chart, but peaked at number 25 on the ARIA Digital Album Chart.[33]